# 辞世

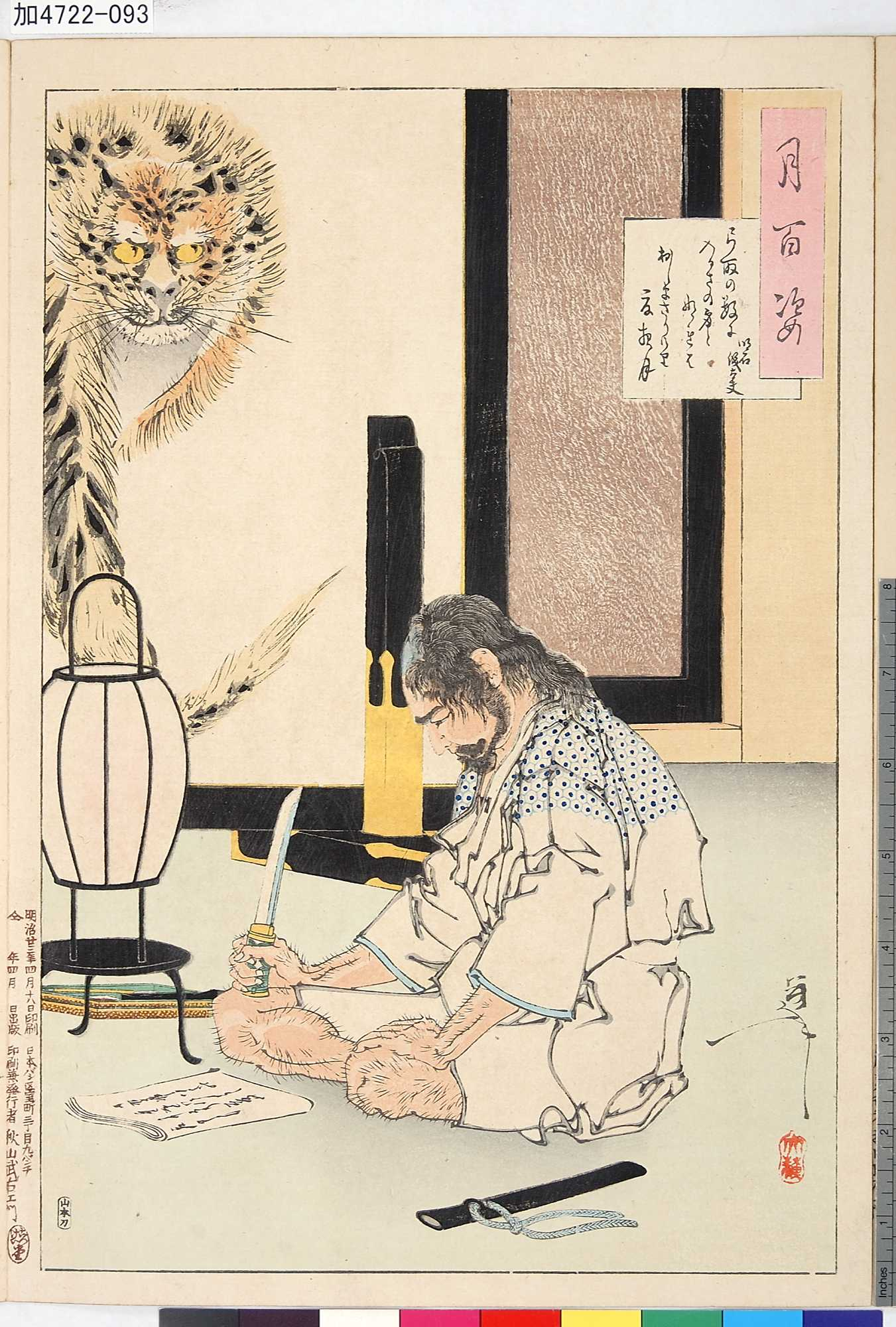
敗北の責任をとり、切腹を行おうとする武士（明石義太夫）。辞世の句を書き終えている。月岡芳年による画

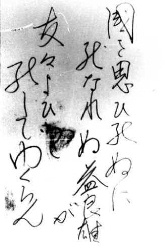
黒木博司の辞世の句
「国を思い死ぬに死なれぬ益良雄が 友々よびつ死してゆくらん」

辞世（じせい、旧字体：辭世）とは、もともとはこの世に別れを告げることを言い、そこから、人がこの世を去る時（まもなく死のうとする時など）に詠む漢詩、偈、和歌、発句またはそれに類する短型詩の類のことを指す。

## 概要
辞世と言えば一般に、この世を去る時に詠む短型詩のことを言うが、これは東アジア固有の風俗である。基本的にはあらかじめ用意された作品のことを指すが、末期の床でとっさに詠んだ作や、急逝のために辞世を作るいとまがなくたまたま生涯最後の作品となってしまったもの（以上のような例を「絶句」として区別する場合がある）も広い意味での辞世に含む。内容的には自らの生涯を振り返っての感慨や総括、死に対する想いなどを題材にする。

## 由来
風俗としての起源ははっきりしないが、日本では、自らの死を悟って歌を残した例は『万葉集』巻第三「雑歌」416番の大津皇子や巻第五「雑歌」885番の大伴熊凝に見られ、少なくとも律令時代にまでさかのぼる。
特に中世以降の日本において大いに流行し、文人や武士の今際の際には欠かせない習いの一つとなった。この場合、最もよく用いられた詩形は和歌である。これは禅僧が死に際して偈を絶筆として残す風俗に、詩形としての和歌の格の高さ、王朝時代以来の歌徳説話のなかにまま辞世に関するものが見えたこと、などが影響していると思われる。
江戸期には偈による辞世がほとんど姿を消すと同時に、和歌形式が狂歌や発句に形を変えてゆくのが一般的な風潮になった。和歌にはない俗や笑いを持ち込める形式が辞世として多く用いられるようになったことで、明るく、軽く、死を描きながら一皮めくるとその裏に重大なものが息づいているという繊細なポエジーが成立し、江戸期は辞世文学における一つの頂点を迎えるといってよいだろう。また、政治的な理由で死を選ばざるを得なかった人々が辞世に漢詩の詩形を用いたこともこの時代の一つの特徴であり、これは自らの社会的な志を述べるのにこの詩形が最もよく適していたことを示している。

## 有名な辞世（順不同）

### 漢詩
- 「孔曰成仁 孟曰取義 惟其義尽 所以仁至 読聖賢書 所学何事 而今而後 庶幾無愧」 - 文天祥
- 「順逆無二門 大道徹心源 五十五年夢 覚来帰一元」 - 明智光秀
- 「吾今為国死 死不背君親 悠悠天地事 鑑照在明神」 - 吉田松陰
- 「望門投止思張倹 忍死須臾待杜根 我自横刀向天笑 去留肝胆両崑崙」 - 譚嗣同
- 「孤軍援絶作囚俘 顧念君恩涙更流 一片丹衷能殉節 睢陽千古是吾儔」「靡他今日復何言 取義捨生吾所尊 快受電光三尺劔 只將一死報君恩」 - 近藤勇

### 偈
- 「四十九年一睡夢 一期栄華一盃酒」 - 上杉謙信（「嗚呼柳緑（而）花紅」と続く資料もある）
- 「安禅不必須山水 滅却心頭火自涼」 - 快川紹喜（元は杜荀鶴の漢詩の一部）
- 「人生七十 力囲希咄 吾這寶剱 祖仏共殺」 - 千利休

### 和歌、狂歌
- 「鴨山に岩根し枕ける吾をかも知らにと妹が待ちつつあるらむ」 - 柿本人麻呂
- 「つひに行く道とはかねて聞きしかど昨日今日とは思はざりしを」 - 在原業平
- 「夜もすがら契りしことを忘れずは恋ひむ涙の色ぞゆかしき」 - 藤原定子
- 「みやこには恋しき人のあまたあればなほこのたびはいかむとぞ思ふ」 - 藤原惟規
- 「生まれてはつひに死ぬてふ事のみぞ定めなき世に定めありける」 - 平維盛
- 「願はくは花のもとにて春死なむその如月の望月のころ」 - 西行
- 「かゑらじとかねておもへば梓弓なき数に入る名をぞとゞめる」 - 楠木正行
- 「討つものも討たるるものもかわらけ（土器）よ砕けて後はもとの土くれ」 - 三浦義同
- 「討つ者も討たるる者も諸ともに如露亦如電応作如是観」 - 大内義隆
- 「何を惜しみ何を恨まむもとよりもこのありさまの定まれる身に」 - 陶晴賢
- 「五月雨は露か涙か不如帰我が名をあげよ雲の上まで」 - 足利義輝
- 「大ていは地に任せて肌骨好し紅粉を塗らず自ら風流」 - 武田信玄
- 「極楽も地獄も先は有明の月の心に懸かる雲なし」 - 上杉謙信
- 「朧なる月のほのかに雲かすみ晴れて行衛の西の山の端」 - 武田勝頼
- 「友を得てなほぞうれしき桜花昨日にかはる今日のいろ香は」 - 毛利元就
- 「今はただ恨みもあらじ諸人の命に代はる我が身と思へば」 - 別所長治
- 「浮世をば今こそ渡れ武士の名を高松の苔に残して」 - 清水宗治
- 「さらぬだに打ぬる程も夏の夜の夢路をさそふ郭公かな」 - お市の方
- 「夏の夜の夢路はかなきあとの名を雲井にあげよ山ほととぎす」 - 柴田勝家
- 「昔より主（しゅう）を討つ身の野間なれば報いを待てや羽柴筑前」「たらちねの名をばく名をばくださじ梓弓稲葉の山の露と消ゆとも」 - 織田信孝
- 「我身今消ゆとやいかにおもふへき空よりきたり空に帰れば」 - 北条氏政
- 「浮世をば今こそ渡れ武士の名を高松の苔に残して」 - 清水宗治
- 「提る我得具足の一太刀今此時ぞ天に抛」 - 千利休
- 「露と落ち露と消えにし我が身かな浪速のことも夢のまた夢」 - 豊臣秀吉
- 「限りあれば吹かねど花は散るものを心短き春の山風」 - 蒲生氏郷
- 「石川や浜の真砂は尽きるとも世に盗人の種は尽きまじ」 - 石川五右衛門
- 「ちりぬべき時知りてこそ世の中の花も花なれ人も人なれ」 - 細川ガラシャ
- 「筑摩江や芦間に灯すかがり火とともに消えゆく我が身なりけり」 - 石田三成
- 「嬉しやと再びさめて一眠り浮き世の夢は暁の空」「先に行き跡に残るも同じ事つれて行けぬを別れとぞ思ふ」 - 徳川家康
- 「曇りなき心の月をさきたてて浮世の闇を照らしてぞ行く」 - 伊達政宗
- 「風さそふ花よりもなほ我はまた春の名残をいかにとやせん」 - 浅野内匠頭

史実では前日の雨と強風で桜はすでに散ってしまっており、『多門筆記』にある上記歌は後世の偽作とされる。
- 「あら楽し思ひは晴るる身は捨つる浮世の月にかかる雲なし」 - 大石内蔵助

上記歌は辞世ではなく、実際には次が大石辞世の句として現存する。
- 武士の 矢並つくろふ 小手のうへに あられたはしる 那須のしの原

これは大石が辞世を書いたものを堀内伝右衛門が預かり、大石自身の手になる現物が今に残っている。
- 「執着の心や娑婆に残るらむよしのの桜さらしなの月」 - 朱楽菅江
- 「今までは人のことだと思ふたに俺が死ぬとはこいつはたまらん」 - 大田南畝
- 「此の世をばどりゃお暇（いとま）にせん香の煙とともに灰左様なら」 - 十返舎一九
- 「世の中の役をのがれてもとのまゝかへすぞあめとつちの人形」 - 曲亭馬琴
- 「身はたとひ武蔵の野辺に朽ちぬとも留め置かまし大和魂」 - 吉田松陰

一方で以下が松陰辞世と人口に膾炙するも「下田獄中で詠んだ歌」と記す文献もあり、また実物が萩に存在しないので、偽作もしくは後世の創作とする説もある。
「かくすればかくなるものと知りながら已むに已まれぬ大和魂」
- 「ふたゝびと返らぬ歳をはかなくも今は惜しまぬ身となりにけり」 - 武市半平太
- 「君か為尽す心は水の泡消にしのちそすみ渡るべき」 - 岡田以蔵
- 「よしや身は蝦夷が島根に朽ちぬとも魂は東の君や守らむ」 - 土方歳三
- 「思ひおくまぐろの刺身鰒汁ふっくりぼぼにどぶろくの味」 - 新門辰五郎
- 「ますらおの涙を袖にしぼりつつ迷う心はただ君がため」 - 江藤新平
- 「うつし世を神去りましゝ大君のみあと志たひて我はゆくなり」 - 乃木希典
- 「先帝の霊柩永しへに宮闕を出でさせたまふを悲しみたる」 - 乃木静子
- 「秋をまたで枯れ行く島の青草は御国の春にまたよみがえらなむ」 - 牛島満
- 「大君の深き恵に浴みし身は言ひ遺こすへき片言もなし」 - 阿南惟幾
- 「この澄めるこころ在るとは識らず来て刑死の明日に迫る夜温し」 - 島秋人
- 「散るをいとふ世にも人にもさきがけて散るこそ花と吹く小夜嵐」 - 三島由紀夫

### 発句、俳句
- 「旅に病んで夢は枯野をかけ廻る」 - 松尾芭蕉

「病中吟」との但し書きがあり、辞世を意図して詠まれた句ではないとされるが、生涯最後の句となったために一般には辞世の句とされることが多い。
- 「乾坤の手をちぢめたる氷かな」 - 平賀源内
- 「人魂で行く気散じや夏野原」 - 葛飾北斎
- 「おもしろきこともなき世をおもしろく」 - 高杉晋作

野村望東尼が「住みなすものはこゝろなりけり」と下の句を附けたという逸話が広く知られている。
- 「動かねば闇にへだつや花と水」 - 沖田総司
- 「何処やらに鶴の声きく霞かな」 - 井上井月
- 「糸瓜咲て痰のつまりし佛かな」「痰一斗糸瓜の水も間にあはず」「をととひのへちまの水も取らざりき」 - 正岡子規

絶筆三句と呼ばれる。
- 「行列の行きつく果ては餓鬼地獄」 - 萩原朔太郎
- 「これでよし百万年の仮寝かな」 - 大西瀧治郎
- 「大ばくち身ぐるみ脱いですってんてん」 - 甘粕正彦
- 「絞首台何のその敵を見て立つ艦橋ぞ」 - 左近允尚正

十七五の韻である。
- 「大笑い三十年のバカ騒ぎ」 - 石川力夫
- 「モガリ笛幾夜もがらせ花二逢はん」 - 檀一雄
- 「逝く空に桜の花があれば佳し」 - 三波春夫